# Anomala connectens
Anomala connectens är en skalbaggsart som beskrevs av Gilbert John Arrow 1917. Anomala connectens ingår i släktet Anomala och familjen Rutelidae. Inga underarter finns listade i Catalogue of Life.